# 魔物獵人2
《魔物獵人2》是《魔物獵人系列》的第二個主要遊戲，亦是卡普空於2006年2月16日在PlayStation 2平台推出的動作角色扮演遊戲。本作僅在日本發售。
《魔物獵人2》相對前作引入了新的狩獵區域和怪物種類，並修訂了其遊戲系統。儘管本作名為「魔物獵人2」，但本作卻有三個前作，分別是《魔物獵人》、《魔物獵人G》及《魔物獵人攜帶版》。但《魔物獵人2》仍然是魔物獵人系列中的第二個主要遊戲。

## 遊戲
除了來自《魔物獵人》的各種怪物外，《魔物獵人2》亦新增了許多新怪物，如牙兽种桃毛獸、雪獅子、古龍種鋼龍、炎王龍、祖龍、浮岳龍、甲壳种砦蟹等等。《魔物獵人2》亦新增了很多裝備，如狩獵笛、太刀、銃槍和弓，而本作的裝備升級系統亦較前作有明顯的改善。《魔物獵人2》繼承了《魔物獵人》裝備系統的特性，即獵人在裝上後裝備就能使用新技能。而本作亦在裝備系統上新增了一個元素，即珠寶。這些珠寶能夠提升裝備的強度，而這些珠寶是透過融合形成的。
《魔物獵人2》亦新增了季节系統与昼夜系統，是系列中首個使用這些系統的遊戲（季节系统也是目前唯一一个使用的游戏，昼夜系统之后被简化）。季节系統會影響怪物的行動和出現，而昼夜系統則會影響地形。《魔物獵人2》的线上游戏允許玩家與其他玩家一起狩獵，且玩家在特定時間裡可以參與“古龙迎击战”。《魔物獵人2》的遊戲背景設在「江波村」（ジャンボ村）和「可可特村」（ココット村）裡，而线上游戏則設在「東多鲁玛」（ドンドルマ）裡。

## 相關遊戲
《魔物獵人攜帶版2nd》是《魔物獵人2》的PlayStation Portable重製版。《魔物獵人攜帶版2nd》新增了幾個新元素，並移除了一些舊設定，如移除了浮岳龍（儘管浮岳龍在《魔物獵人攜帶版2nd G》中被重新加入）。在北美，《魔物獵人攜帶版2nd》是以「魔物獵人 自由」之名發佈。

## 銷售
《魔物獵人2》僅在日本發售，而本作截至2013年3月23日已於日本售出了逾63萬套遊戲。若計算《魔物獵人2 最佳版》在內，本作於日本已售出了約69萬套遊戲。
儘管《魔物獵人2》售出了逾60萬套遊戲，其續作《魔物獵人攜帶版2nd》和《魔物獵人攜帶版2nd G》的銷量均比本作高。《魔物獵人攜帶版2nd》於2008年7月9日僅在日本已售出了逾170萬份遊戲，接近《魔物獵人2》的三倍。而《魔物獵人攜帶版2nd G》於2010年3月31日更在日本售出了逾400萬套，比《魔物獵人2》銷量的6倍還要多。

## 外部連結
- （日語）魔物獵人2官方網站 （页面存档备份，存于）
- （日語）魔物獵人攜帶版2nd官方網站 （页面存档备份，存于）
- （日語）魔物獵人攜帶版2nd G官方網站 （页面存档备份，存于）